# Eshly Bakker
Eshly Bakker (* 10. Februar 1993 in Amsterdam) ist eine niederländische Fußballspielerin.

## Karriere

### Im Verein
Bakker begann ihre Karriere zusammen mit Merel van Dongen in der männlichen Jugend des RKSV Pancratius, eines Vereins aus GC Badhoevedorp in der Provinz Nordholland, bevor sie im Sommer 2010 zu ADO Den Haag wechselte. Sie kam in zwei Spielzeiten in 18 Spielen zum Einsatz und erzielte für Den Haag sechs Tore in der Eredivisie und gewann 2012 die Meisterschaft der Eredivisie, bevor sie sich im Sommer 2012 der neugegründeten Mannschaft von Ajax Amsterdam anschloss. In dieser Zeit erreichte sie in der Saison 2014/2015 und 2015/2016 mit Ajax das Finale des KNVB Beker voor Vrouwen, verlor jedoch beide Male gegen den FC Twente Enschede sowie ihren ehemaligen Verein ADO Den Haag. Am 16. Juni 2016 verließ Bakker nach rund vier Jahren Ajax Amsterdam und wechselte zum Meister FC Twente Enschede, mit dem sie in der Saison 2016/2017 an der UEFA Women’s Champions League teilnahm. Nach einer Spielzeit wechselte sie am 16. Juni 2017 nach Deutschland zum MSV Duisburg. Sie kam in 11 Spielen in der Frauen Bundesliga zum Einsatz. Im Mai 2018 wurde ihr Vertrag aus privaten Gründen aufgelöst.

### Nationalmannschaft
Bakker lief in vier U-19-Länderspielen der Niederlande auf, bevor sie am 5. April 2014 für die niederländische A-Nationalmannschaft bei einem 6:0-Sieg über Griechenland debütierte und dabei auch ihr Einstandstor erzielen konnte.